# 葛城韓媛
葛城韓媛（?—?），乃是日本第二十一代雄略天皇的皇妃，生下清寧天皇、稚足姬皇女。她的父亲是大臣葛城圓(被還是太子的雄略天皇燒死)。
《日本書紀》記載，雄略天皇元年（457年）三月被雄略天皇立為妃，雄略天皇23年（479年）清寧天皇即位，尊為皇太夫人。当时并没有皇太夫人的称号，《日本書紀》的作者以律令制时代的制度比附。